# Jens Jacob Weber
Jens Jacob Weber (22. juli 1742 i Soderup – 17. juni 1805) var en dansk arkivmand og historisk forfatter.
Jens Jacob Weber var søn af sognepræst Johan Henrik Weber i Soderup og Christiane Charlotte født Aagaard. Han fødtes i Soderup og kom 1758 fra Herlufsholms Skole til Københavns Universitet.
Som ungt menneske arbejdede han i Jacob Langebeks, Henrik Hielmstiernes og Peter Frederik Suhms bogsamlinger og museer og erhvervede sig ret grundige kundskaber, især i
litteraturhistorien og personalhistorien. 1764-67 forfattede han flere teologiske disputatser og udgav 1768 på latin et lille skrift om litteraturhistoriens Nytte. 1765 blev han amanuensis ved Københavns Universitetsbibliotek og ansattes 1776 som registrator i Gehejmearkivet, fra hvilken stilling han 1792 søgte og fik sin afsked med ventepenge, da han følte sig forbigået ved Grímur Jónsson Thorkelins udnævnelse til gehejmearkivar. 1800 udnævntes han til revisor i Danske Kancelli.
Weber udgav 1775 med fortale af Langebek Samlinger til den danske Historie og Lovkyndighed (første og eneste hæfte) og udarbejdede året efter kataloget over Langebeks bibliotek. 1782-85 udkom det store, af Weber forfattede, katalog over Hielmstiernes bogsamling.
Suhm kalder i sin fortale til bogen Weber "en nøjagtig og indsigtsfuld Mand", der også "med samme Flid og Nøjagtighed" udarbejdede fortegnelsen over Hielmstiernes Medaille , Mynt- samt Skilderi- og Kobbersamling (1786).
Som medlem af Det kongelige danske Selskab for Fædrelandets Historie havde han del i udgivelsen af Magasin til den danske Adels Historie, 1.-2. hæfte (1783), og som dets sekretær (fra 1786 af) fortsatte han udgivelsen af det 1784 påbegyndte Nye danske Magasin. En 1791 for kongen fremsat plan til trykningen af Christian 4.’s og dennes søn, den udvalgte prinses breve trådte ikke i live.
Weber døde 17. juni 1805. Han var 2 gange gift, 1. (2. november 1778) med Ane Engel Rye (begravet 18. marts 1779, 33 år); 2. med Anna Johannsen (født omkring 1748 død 22. juli 1834).